# Eduardo Schneeberger
Eduardo Schneeberger Schaefer (* 27. Januar 1911 in Temuco; † 27. Dezember 1992), auch bekannt unter dem Spitznamen Montón chico, war ein chilenischer Fußballspieler. Der Mittelfeldspieler lief in drei Länderspielen für Chile auf.

## Karriere

### Verein
Eduardo Schneeberger begann in der Schule beim Liceo de Temuco mit dem Fußballspielen. 1930 spielte er beim Deutschen Sport-Verein aus Santiago, blieb dort aber nur ein Jahr und schloss sich dem CSD Colo-Colo an. Dort blieb der linke Mittelfeldspieler bis zu seinem Karriereende 1936. Diese beendete er im Alter von 26 Jahren, um sich der Landwirtschaft zu widmen.

### Nationalmannschaft
Eduardo Schneeberger lief zwischen 1935 und 1937 insgesamt drei Mal für die chilenische Nationalmannschaft auf. Sein Debüt gab er beim Campeonato Sudamericano 1935 unter Trainer Pedro Mazullo bei der 0:1-Niederlage gegen Peru, als er zur zweiten Spielhälfte für José Avendaño eingewechselt wurde. Mit zuvor zwei Niederlagen landete die La Roja auf dem vierten und letzten Turnierplatz.
Beim Campeonato Sudamericano 1937 absolvierte er zwei Partien für die chilenische Mannschaft, die nach einem sensationellen 3:0-Sieg gegen Uruguay, einem Unentschieden gegen Peru und drei Niederlagen dennoch nur Turnierfünfter wurde. Bei der 4:6-Niederlage gegen Brasilien absolvierte Schneeberger sein drittes und letztes Länderspiel.

## Erfolge
- Copa César Seoane: 1933